# با هر نام دیگری
با هر نام دیگری (انگلیسی: By Any Other Name) قسمت ۲۲ از فصل دوم مجموعهٔ علمی-تخیلی پیشتازان فضا است که ۲۳ فوریهٔ ۱۹۶۸ منتشر شد. نام سریال برگرفته از جمه‌ای است که ژولیت در نمایشنامهٔ رومئو و ژولیت ویلیام شکسپیر می‌گوید: «گل رز با هر نام دیگری هم خوشبوست». این جمله را کاپیتان کِرک در طول این قسمت از سریال، بارها بر زبان می‌آورد. در سال ۲۰۱۸ وبگاه کُلایدر این قسمت از سریال را در رتبهٔ نهم بهترین قسمت یک سریال غیراقتباسی قرار داد.